# 療育相談員
療育相談員（りょういくそうだんいん）とは、主に18歳未満の幼児、児童、子どもなどの育児、発育、健康問題、躾など子育てに関する専門知識と技術を有する専門員のことである。

## 概要
- 療育相談員の大半は、市などの地方自治体の子育て支援に関する部署に配置されている。
- 主な職務内容は、市民からの子育てに関する相談に対応することである。市が専門職員を配置する場合もあるが、対応部署の職員が兼務したり、大学などで関連する専門分野の教員が非常勤として就く場合も見られる。

## 療育相談員を規定する行政立法の例
- 宇城市療育相談員設置事業実施要綱 - 宇城市
- 阿蘇市地域療育センター運営事業実施要綱 - 阿蘇市
- 天草圏域地域療育センター事業実施要綱 - 天草市
- 浦安市こども発達センターの設置及び管理に関する条例施行規則 - 浦安市
- 嘱託員等の報酬及び費用弁償に関する条例施行規則 - 柏原市
- 菊池市地域療育推進事業実施要綱 - 菊池市
- 北上市立こども療育センター規則 - 北上市
- 土浦市早期療育支援事業実施要綱 - 土浦市
- 人吉球磨圏域地域療育センター事業実施要項 - 人吉市

## 関連資料
- 木原久美子,伊藤良子「地域専門機関の療育相談員と保育者とのカンファレンスが保育意識に及ぼす影響」日本保育学会大会研究論文集49号848-849頁（1996.04）